# 滕康
滕康（1085年—1132年），字子济，应天府宋城（河南省商丘市）人，北宋、南宋之际大臣。
滕康在崇宁五年（1106年）中进士，又考中词学兼茂科，担任秘书省正字，转任著作佐郎、尚书工部礼部员外郎、国子司业。
靖康二年（1127年），赵构的元帅府听说滕康熟悉典章，召他到济州。滕康率群臣劝进，担任太常少卿，派他确定登极礼仪。告天和大赦的文字，都是滕康所作，辞意激切，听到的人都很感动。转任起居舍人、权给事中，进升为起居郎兼讨论祖宗法度检讨官，试任中书舍人。
显谟阁学士孟忠厚请求用父亲的官爵减少年限升官，滕康说：“孟忠厚，是隆祐太后的侄子，太宗以来，凡是母后兄弟的儿子没有当侍从的。”武义大夫康义用皇帝登极的恩赏，升任遥郡刺史，滕康又封还任命的文书，说：“恩例升官一等，就是在阶官上进一阶。现在康义得特旨升转一官，自武义大夫越级为遥郡刺史，名为升一级官，实际是升官五等，严重扰乱法规。自古招乱之源，不是外戚乱法，就是内侍干政，汉朝、唐朝可以为鉴。”一共降旨两次，最后不肯执行。
后军统制韩世忠以不能约束部下，因罪赎金。滕康说：“韩世忠没有赫赫战功，这是因为捕盗的小小功劳，就仅次于掌管节钺的节度使。现在他的部卒夺御器，逼谏臣于死地，只是罚金，如何惩前毖后？”于是下诏降韩世忠一官。
知江州陈彦文通过刘光世上奏，说他守城有功，升任龙图阁待制。滕康以刘光世上奏陈彦文功劳前后矛盾，搁置没有下达。宰相力主陈彦文升迁，催促滕康按旨意行文，滕康不停陈词，被宰相讨厌。当时布衣省试卷子不合规格，滕康按文章内容录取，谏官李处遁弹劾滕康，滕康于是以集英殿修撰，提举杭州洞霄宫。
不久，宋高宗移驾钱塘，滕康再任中书舍人，他上奏：“去年郊礼前日食，而日官没有上报，廷臣不禀报，使陛下在回应上天时未能到达，所以逆臣敢萌生不轨，是因为没有提前的戒备。陛下即位，又快一年了，忧伤爱民之政不过是空言，而百姓没有得到恩德；哀痛自责的诏书不说事实，四方不以为信。忠臣佞臣并行，士人多离散；刑赏失当，三军泄气。臣愿陛下以建炎初元以来所下诏书，所举政事，深思熟虑，该不会连一二处都没有像臣说的这样？望考查得失而决定停止和实行。”高宗再三褒赏他，称他有谏臣之风。任命左谏议大夫。十天内，多次上奏封章，于是擢升为翰林学士。次日，任命为端明殿学士、同签书枢密院事。
建炎三年（1129年），宰相吕颐浩上奏去武昌作为转向陕西之计，既移驾建康，又上奏想要尽弃中原，把居民迁到东南。滕康力持不可，宋高宗醒悟终止议论。不久，高宗请隆祐太后奉先帝神主到达江西，以参知政事李邴权知三省枢密院事，滕康为资政殿学士，一同跟从保护太后前行。李邴因病推辞，又命滕康权知，以刘珏为副手。赐滕康褒赏诏书，允许他暂停作为宰执班奏事。
滕康跟从保护太后至洪州，刘光世守卫长江不周密，金人渡江，滕康等仓卒保护太后到达虔州。殿中侍御史张延寿弹劾滕康与刘珏没有忧国之心，以至太后涉险，被敌人追赶，贬滕康为秘书少监，分司南京，居住永州。不久，解除禁锢，复官为左朝请大夫，提举明道宫。绍兴二年（1132年）九月卒，时年四十八岁。绍兴八年（1138年），追复龙图阁学士。有文集二十卷。

## 延伸阅读
[在维基数据编辑]
 《宋史·卷375》，出自脱脱《宋史》